# FrontBase
FrontBase ist eine relationale Datenbank für u. a. Mac OS X, MS Windows, Unix, die den SQL92 Standard unterstützt.
FrontBase ist ein kommerzielles Produkt und stellt einen robusten, skalierbaren Datenbank-Server zur Verfügung, der praktisch wartungsfrei betrieben werden kann. In der Praxis macht sich das durch eine hohe Ausfallsicherheit bemerkbar.
Folgende Treiber bzw. Technologien unterstützen FrontBase:
- Apple WebObjects
- PHP3, PHP4
- Perl
- ODBC
- JDBC
- OmnisStudio
- REALBasic
- Tcl
- EOF
- FBAccess
- FBCAccess

FrontBase gibt es für Linux, Unix, Windows und für Mac OS X und Mac OS X Server.
Die sog. E-Starter-Lizenz wurde kostenfrei herausgegeben, ebenso erhielten Entwickler für eine bestimmte Zeit kostenlose Versionen.
Seit April 2006 sind alle Frontbase-Lizenzen kostenlos erhältlich, der Support bleibt kostenpflichtig.

## Mac-Produkte die FrontBase einsetzen
- ProAdProfessional
- Cassiopeia